# Austrogymnocnemia pentagramma
Austrogymnocnemia pentagramma is een insect uit de familie van de mierenleeuwen (Myrmeleontidae), die tot de orde netvleugeligen (Neuroptera) behoort. 
Austrogymnocnemia pentagramma is voor het eerst wetenschappelijk beschreven door Gerstäcker in 1885.